# 科羅拉多州立大學
科罗拉多州立大学（英語：Colorado State University，常用簡稱為CSU），成立於1870年，是美国科罗拉多州教育系统内的一所公立研究型大学、赠地大学。
該校注重科學領域的研究開發，根據2012年統計，該校共花費3.759億美元用於研究開發，其花費金額在全美所有大學機構中排名第60名，且是全美所有不含醫學院的大學第34名。

## 歷史
科罗拉多州立大学最早成立於西元1870年，當時的校名為科羅拉多農業學院（Colorado Agricultural College），是科羅拉多州第一所公立大學，也是西元1862年通過的土地撥贈法案所涵蓋的62所大學之一。該校於西元1935年改名為科羅拉多農工學院（Colorado State College of Agriculture and Mechanic Arts），西元1951年，科羅拉多農業局批准該校提供土木工程博士學位。西元1957年，科罗拉多州议会批准該校的大學資格並將其改名為科罗拉多州立大学。
該校於珍珠港事件爆發後，提供美國政府用來訓練軍人的場所以及資源。為了因應入學學生人數的驟減以及軍人數量的增加，該校提供更為先進的軍事設施並引進軍事訓練課程。在校的軍人數量持續增加，新生入學人數卻由1942年秋季的1,637人驟降為1943年的701人。同年，該校女性學生的人數首次超越了男性學生。西元1945年，戰爭結束後，軍人以及軍事訓練課程撤出校園，學生的入學人數恢復以往的水平。1946年的春季，共有1,600名新生入學。

## 校園環境

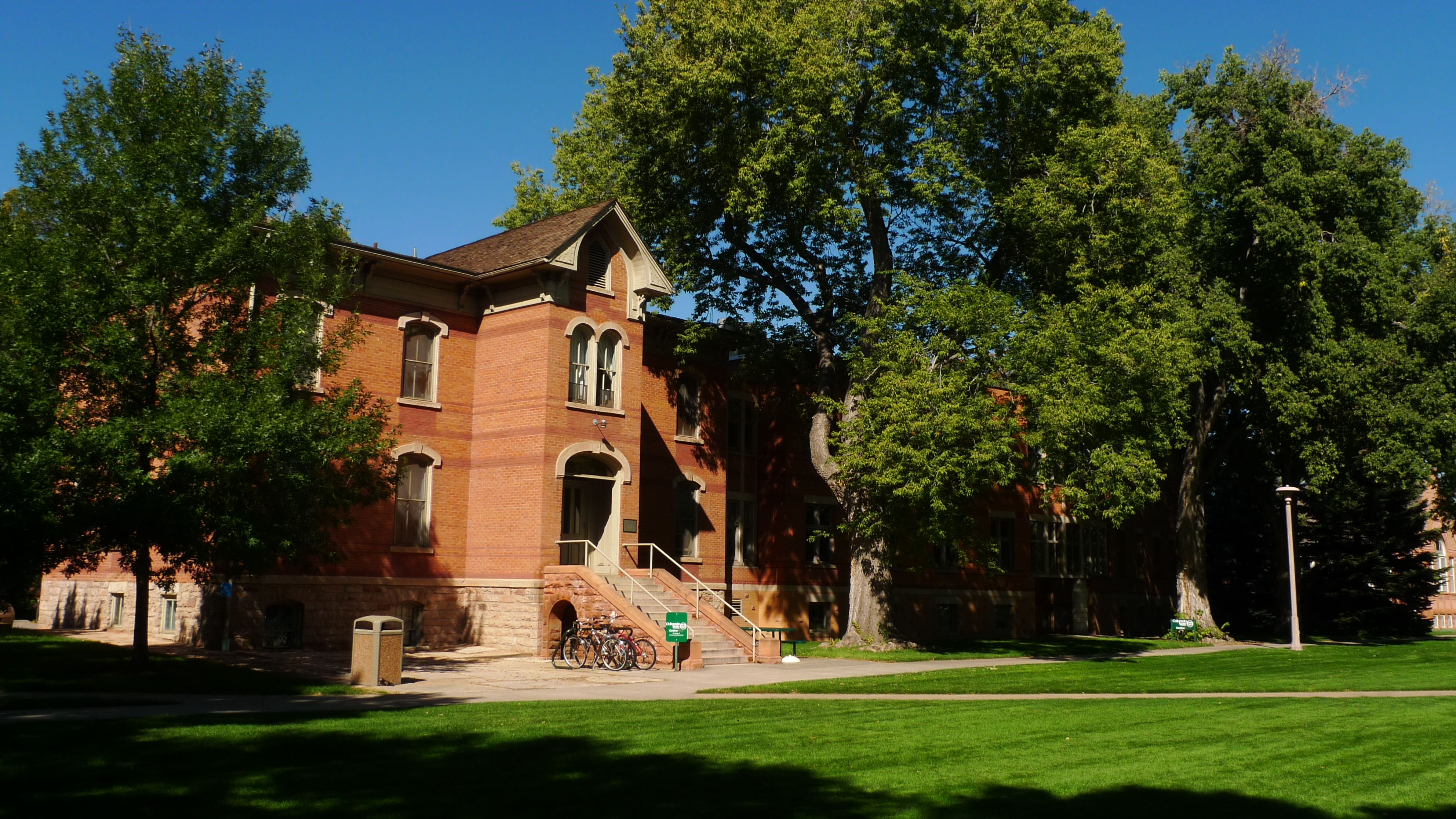
雲杉禮堂(校內現存最古老的建築)

科罗拉多州立大学坐落於科罗拉多州 拉里默爾縣 科林斯堡，這是一個人口大約有15萬居民的中型城市，倚靠於落磯山脈。583英畝(2.4 平方公里)的主校區位於科林斯堡 (科罗拉多州)的市中心，包含占地101英畝的獸醫教學型醫院自主校區向南延伸。該校亦擁有占地1,575英畝的農業校區位於落磯山脈山腳，以及占地1,177英畝的平格里公園校區。科罗拉多州立大学在拉里默爾縣 (科羅拉多州)以外的地區，共使用4,043英畝(約16.4平方公里)的土地成立研究中心以及科罗拉多州森林服務站。

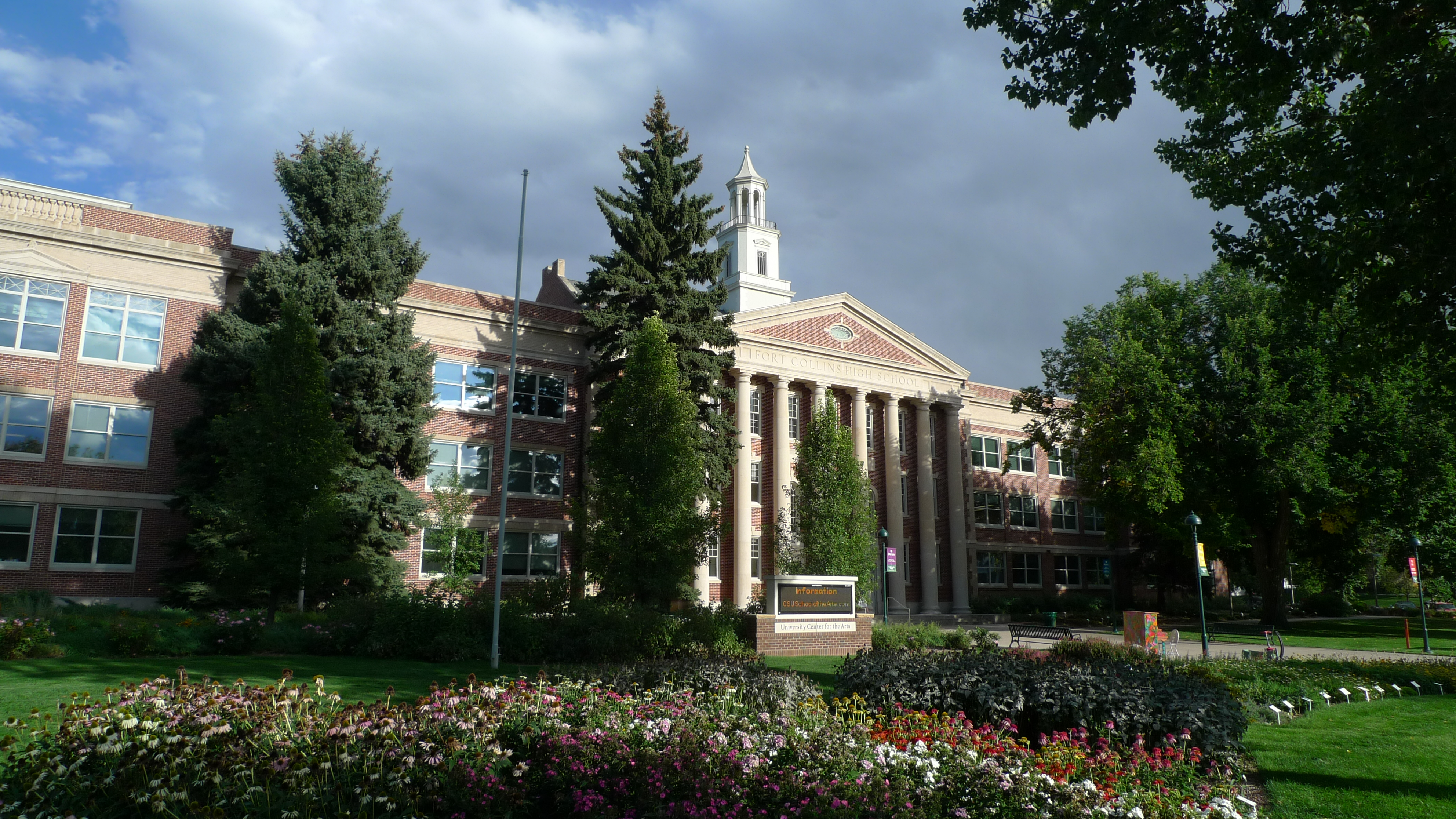
大學藝術中心

### 科羅拉多州立大學藝術中心
科羅拉多州立大學藝術中心自2008年成立，該校於1995年向前科林斯堡高級中學收購此建築物，並將音樂、戲劇、舞蹈以及視覺藝術等相關科系搬遷至該建築物。並且投入資金打造三階段的建設計畫－包含318個座位的大學劇院、容納100人的戲劇工作室，並將占地2,160平方公尺的音樂廳建設於舊中學的體育館內，該音樂廳擁有相當良好的音效表現。此藝術中心包含大學藝術博物館、艾文莉商品與設計博物館、285個座席的管風琴演奏大廳以及200個座席的大學劇院。

## 學術
科罗拉多州立大学共計有8個學院、55個科系，並提供65種不同領域的大學學位、55種碩士學位以及40種博士學位。該校的繼續教育學院亦有授予修課證書的網路課程。
該校最為著名的科系是生物医学、化學以及农学
2016年美国新闻与世界报道將CSU評為第一級(Tier 1)國家級大學(National Universities)，本科排行全美第127名，最佳公立大學第61名
根據英國泰晤士报的2016全球最佳大學排名，CSU排名第251-300名，其排名方法是依據在各校的教學(30%)、研究(30%)、論文被引用次數(30%)以及國際合作(7.5%)...等項目。
| | |
| 美国新闻与世界报道全美最佳大學排名 - 全美最佳工程類研究所 - 第55名 - 環境工程 - 第34名 - 土木工程 - 第36名 - 化學工程 - 第66名 - 工業工程 - 第68名 - 計算機工程 - 第71名 - 機械工程 - 第71名 - 材料工程 - 第75名 - 獸醫學 - 第2名 - 職能治療 - 第6名 - 公共衛生 - 第31名 - 統計學 - 第42名 - 化學 – 第51名 - 社工學 - 第58名 - 物理學 – 第78名 - 電腦科學 - 第83名 - 數學 – 第86名 - 生命科學 – 第75名 - 地球科學 – 第54名 | 美国新闻与世界报道全球最佳大學排名 - 世界最佳大學 - 第236名 - 地球科學 - 第36名 - 環境科學 - 第41名 - 動植物學 - 第57名 - 農業科學 - 第82名 - 化學 - 第205名 - 生物化學 - 第214名 - 公共衛生 - 第240名 |

## 著名校友
知名校友包括太空人、科學家、作家、職業運動員、美國參議院議員、州長、普利策奖獲獎者、財星500公司的CEO、老師。
- 比尔·里特 - 現任科羅拉多州州長
- 科里·加德納 - 現任科羅拉多州美國參議院議員
- 韋恩·艾拉德 - 科羅拉多州美國參議院議員(1997-2009)
- 約翰·恩賽 - 內華達州美國參議院議員(2001-2009)
- 斯坦松中 - 日裔美國人，前科羅拉多州參議院院長
- 格雷格·布羅菲 - 前科羅拉多州參議員
- 布萊恩·施威澤 - 前蒙大拿州州長
- 道格·哈欽森 - 科羅拉多州科林斯堡市長
- 易卜拉欣·A·阿薩夫 - 沙特阿拉伯財政部長
- 大衛·安德森 - 前NFL球員
- 布拉德利範·佩爾特 - 前NFL球員
- 格倫·莫里斯 - 田徑選手、紀錄締造者，1936年夏季奥林匹克运动会贏得十項全能的金牌
- 詹姆斯·范·霍夫腾 - 美國太空總署太空人
- 肯特·羅明杰 - 美國太空總署太空人及太空梭指揮官
- 馬丁·費特曼 - 美國太空總署太空人
- 瑪莉·L·克里夫 - 美國太空總署太空人
- 杰森·莫玛 - 美國著名男演員、模特兒、導演、編劇和監製
- 优素福·柯蒙雅卡 - 詩人、紐約大學教授，曾獲普利策诗歌奖(1981)
- 喬恩·魯賓斯坦 - 計算機科學家、曾任蘋果電腦資深副總裁，現任高通董事
- 小沃爾特·斯科特 -  波克夏·哈薩威公司董事、Kiewit公司前執行長
- 保罗·克鲁岑-荷兰大气化学家, 1995年诺贝尔化学奖得主
- 曹德風-美國桂格麥片研發部處長、台灣佳格創辦人暨董事長，大學及碩士主修土木工程，在美攻讀博士時選擇科羅拉多州立大學研讀食品，食品工程博士